# ミカエル4世
ミカエル4世“パフラゴン”（ギリシア語：Μιχαήλ Δʹ ὁ Παφλαγών, Mikhaēl IV ho Paphalgōn, 1010年 - 1041年12月10日）は、東ローマ帝国マケドニア王朝の皇帝（在位：1034年 - 1041年）。中世ギリシア語読みでは「ミハイル」となる。“パフラゴン”は「パフラゴニア人」を意味する渾名。

## 生涯
小アジア北西部パフラゴニア地方出身の農民の子、あるいは両替商の息子であるとも言われているが、詳しいことはわかっていない。彼の兄弟で有力な宦官であったヨハネス・オルファノトロフォスの世話で宮中に勤めるようになり、そこでロマノス3世アルギュロスの皇后だったゾエ（コンスタンティノス8世の次女）と出会い、その愛人となった。ミカエルは美男であった上、ゾエは当時ロマノス3世と不和になって冷遇されていたため、もう既に50歳を過ぎていたにもかかわらず、この若者に熱い想いを抱くようになったのである。実は、これは野心家のヨハネスが、自らは宦官ゆえに皇帝になれない代りにミカエルを帝位につけようと仕組んだことだと言われている。
1034年、ロマノス3世が入浴中に不慮の死（一説には不仲であった皇后のゾエの刺客による暗殺）を遂げた後、ゾエはミカエルと結婚し、彼を皇帝として新たに即位させた。これがミカエル4世である。ミカエルは即位するとゾエへの興味を失い、彼女を幽閉した。
ミカエル4世は皇帝としては比較的有能で、軍事面に優れた才能を持っていたため、イスラーム勢力をはじめとする敵対勢力への遠征では多くの成功を収めた。しかし年々てんかんの発作が悪化し、ヨハネス・オルファノトロフォスに政治の実権を譲って引退した。ところがヨハネスは国民や貴族に対して圧政を行い、バシレイオス2世が寛大な措置を取っていたスラヴ人に対しても抑圧的な政策をとった。このため、各地で国民や貴族による反乱が勃発し、ブルガリアではブルガリア帝国の復活を宣言する大規模な反乱が発生した。ミカエルは何とかこれらの反乱を鎮圧したが、すでに長くは生きられないことを悟って甥のミカエルを養子として後継者と定め、1041年12月10日に修道院へ引退し、その日のうちにそこで死去した。